# Selenisa
Selenisa là một chi bướm đêm thuộc họ Erebidae.

## Loài
- Selenisa sueroides Guenée, 1852